# ادولف گومیر
ادولف گومیر (انگلیسی: Adolphe Goemaere; ۷ مهٔ ۱۸۹۵ – ۱۲ سپتامبر ۱۹۷۰) بازیکن هاکی روی چمن اهل بلژیک بود.